# Catastrofe planetaria
Catastrofe planetaria (titolo originale in russo Далёкая Радуга?, Dalëkaja Raduga, letteralmente "Arcobaleno lontano") è un romanzo di fantascienza dei fratelli Strugackij pubblicato in URSS nel 1963.
Il romanzo fa parte del ciclo del cosiddetto "Mezzogiorno" (Polden').

## Storia editoriale
Il testo fu pubblicato per la prima volta nell'antologia di racconti e romanzi brevi Novaja Signal'naja (Новая сигнальная, 1963) che raccoglieva opere di autori russi e occidentali (tra cui Il'ja Varšavskij, Michail Emtsev ed Eremej Parnov, Ray Bradbury). Uscì poi l'anno successivo su Molodaja Gvardja (Молодая гвардия) insieme a È difficile essere un dio. Dopo quest'opera i fratelli Strugatskij accantonarono il continuum narrativo del "Mondo del Mezzogiorno" per alcuni anni.
La prima edizione italiana è uscita nel 1967 per l'editore FER, collana "Fantascienza Sovietica", vol. 6.

## Trama
(Arkadij e Boris Strugackij, Catastrofe planetaria)
L'umanità è sull'orlo di una grande scoperta: il "trasporto zero". Ormai gli esperimenti non si adattano più al laboratorio e per i test sul campo è stato scelto il lontano pianeta "Arcobaleno" ("Iris", nell'edizione spagnola), in grado di fornire agli scienziati l'energia e i materiali necessari. Arriva un carico di "ulmotroni", dispositivi scientifici che consentono di controllare, accumulare e misurare accuratamente il flusso di vari campi di energia.
Qualcosa va male. Due mostruose onde nere si sollevano, molto più grandi e minacciose del solito, e solcano inesorabili l'intero pianeta lasciando dietro sé morte e distruzione. L'unica via di fuga è lo spazio, ma c'è una sola astronave disponibile, la Tariel II, al comando di Leonid Gorbovskij.
Il testo si conclude, da un lato, svelando la sorte e la vera identità di Kamill (un cyborg) e, dall'altro, lasciando il lettore in sospeso sul destino del protagonista. Su di lui incombe ormai l'onda. Qualche anno dopo, lo si ritrova però vivo e vegeto in "Bambino" (Малыш, 1971). Infine, ormai vecchio e malfermo, lo si incontra pure in Passi nel tempo (Волны гасят ветер, 1984).

## Edizioni
- Arkadij Strugackij e Boris Strugackij, Catastrofe planetaria, collana Fantascienza sovietica, traduzione di Renata Derossi, n. 6, FER, 1967.